# Оконечников, Борис Павлович
Борис Павлович Оконечников — советский и российский общественный и государственный деятель, директор госплемзавода Кудиново. Депутат Совета Союза Верховного Совета СССР 10-11 созывов (1979—1989) от Калужской области.

## Биография
Борис Павлович Оконечников родился 13 июня 1936 года в Вологодской области, деревня Шортино.
В 1954 году после окончания школы поступил учиться в Московский институт инженеров сельскохозяйственного производства им. В.М. Горячкина и в 1959 году, закончив его по специальности инженер электрификации и механизации сельского хозяйства, был направлен в Перемышльский район в колхоз им. Ленина. Проработал там 5 лет и в декабре 1965 года был избран председателем этого колхоза. В этой должности он проработал 10 лет.
В августе 1976 года Б. П. Оконечников был назначен директором госплемзавода Кудиново. Руководил сельхозпредприятием 18 лет, до апреля 1994 года, когда ушёл на заслуженный отдых.
Борис Павлович Оконечников руководил не только большим коллективом сельхозпредприятия, но и принимал активное участие в общественной жизни области и района. Он дважды избирался депутатом Верховного Совета СССР, членом райкома партии. Будучи депутатом Верховного Совета оказывал помощь в строительстве дома Кино в Малоярославце, улучшении водоснабжения в Воробьёво. А в период реконструкции Черноостровского монастыря оказывал помощь в переселении жителей общежития монастыря в благоустроенное жильё.
Ныне Б. П. Оконечников — член совета ветеранов посёлка Кудиново, редактор газеты «Кудиновский вестник», член общественного Совета района.

## Награды и звания
- Орден Ленина (1984)
- Орден Ленина (1986)
- Орден Трудового Красного Знамени (1971)
- Орден «Знак Почёта» (1966)
- Медаль «В ознаменование 100-летия со дня рождения Владимира Ильича Ленина»
- Медаль «Ветеран труда»
- Медаль «За освоение целинных земель»
- Медаль «За преобразование Нечерноземья РСФСР»
- Заслуженный работник сельского хозяйства Российской Федерации
- Почётный гражданин Малоярославецкого района Калужской области